# Österkorsberga IF
Österkorsberga IF, bildad 1932, är en fotbollsklubb i Korsberga ca. 15 kilometer utanför Vetlanda.
Österkorsberga IF:s herrlag spelar i år i division 6 Vetlanda och damlaget i division 5 Vetlanda.